# 软件大道

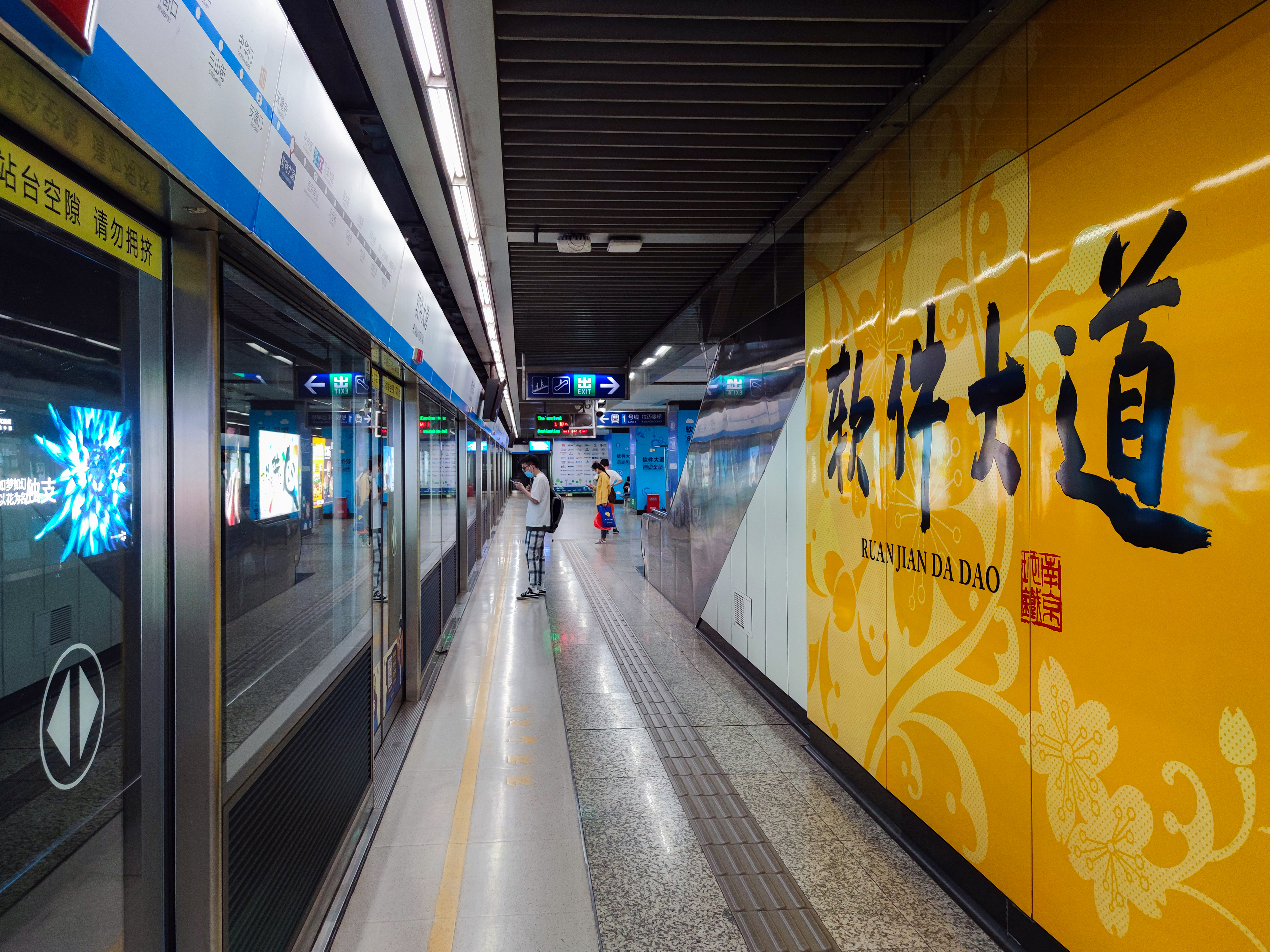
南京地铁软件大道站站台

软件大道是南京市雨花台区的一条重要交通干道，全长5.3公里，东起大明路，南至河西大街，是南京首条以产业命名的道路。作为中国（南京）软件谷的核心轴线，软件大道不仅是南京软件产业的象征，更是全国软件和信息服务业的重要集聚地。这里汇聚了华为、中兴、润和、运满满等国内外知名企业，被誉为“黄金大道”和“创新大道”。

## 历史沿革

### 命名与早期发展
2008年，为扩大软件产业影响力，雨花台区将“宁南大道”更名为“软件大道”，成为南京首条以产业命名的道路。
软件大道的命名标志着南京软件产业的崛起，也为中国（南京）软件谷的发展奠定了基础。

### 产业集聚与升级
2011年，中国（南京）软件谷正式揭牌，软件大道成为其核心区域，吸引了华为、中兴等龙头企业入驻，形成了以通信软件、云计算、大数据为主的产业集群。
2022年，软件大道沿线涉软企业超过3492家，软件业务收入达2500亿元，占南京市软件收入的36.8%。

## 经济与产业价值

### 龙头企业集聚
软件大道沿线汇聚了华为、中兴、润和、运满满等国内外知名企业，形成了以通信软件、云计算、大数据为主的产业集群。
2024年，软件谷预计实现软件业务收入2949亿元，占南京市软件收入的35%。

### 创新生态与人才优势
软件大道沿线涉软从业人员超过36万人，平均年龄仅27.5岁，形成了年轻化、高知化的人才生态。
南京高校资源丰富，为软件大道提供了充足的人才支撑，南京邮电大学等高校的毕业生大量流入软件产业。

## 未来发展

### 数字经济转型
随着软件大道周边发展空间趋于饱和，雨花台区将发展重心南移，龙翔路更名为“数字大道”，标志着软件产业向数字经济转型。
根据“十四五”规划，到2025年，软件谷将实现软件业务收入4500亿元，涉软企业总数超过4800家，涉软从业人员达到40万人。

### 智慧城市建设
软件大道将继续发挥其产业集聚优势，推动智慧城市、工业软件、人工智能等新兴领域的发展，助力南京打造全国领先的数字经济名城。